# Лев (Егоров)
Архимандрит Лев (в миру Леони́д Миха́йлович Его́ров; 26 февраля 1889, село Опеченский Посад, Боровичский уезд, Новгородская губерния — 20 сентября 1937) — священнослужитель Русской православной церкви, брат митрополита Гурия (Егорова).
В июле 2003 года Священным Синодом был прославлен в лике священномучеников.

## Образование и монашество
Окончил историко-филологический факультет Санкт-Петербургского университета, где был учеником профессора Державина, занимаясь у него методикой русского языка. Затем в 1915 году поступил в Петроградскую Духовную Академию и проучился там три курса. Учебу в ней завершить не смог из-за её закрытия в 1918 году.
В конце 1915 года Леонид был пострижен в монахи Александро-Невской Лавры с именем Лев, возведен в сан иеродиакона и иеромонаха (в этом же году принял монашеский постриг с именем Гурий его брат Вячеслав).

## Александро-Невское братство
Уже в 1916 году братья Егоровы (как скоро стали называть в народе отцов Гурия и Льва) с разрешения Епархиального начальства развили вместе с иеромонахом Иннокентием (Тихоновым) интенсивную миссионерскую деятельность. Они «пошли в народ», то есть обратились к рабочим и беднякам, проживавшим в районе Лиговского проспекта. Миссионерская деятельность трех молодых иеромонахов приняла несколько другие, чем до революции, формы. Они не «ходили в народ», зато народ шел к ним. Митрополит Иоанн (Вендланд) писал об этом периоде 1918 года: «По городу разнеслась слава о „братьях Егоровых“». Однажды отец Гурий представился митрополиту Антонию Храповицкому, которого раньше не знал. Когда он назвал свою фамилию, митрополит воскликнул: «А, братья Егоровы, как вас не знать, вся Россия знает братьев Егоровых!»
В начале 1919 года «братья Егоровы» организовали при лавре Александро-Невское братство, для которого митрополит Вениамин (Казанский) предоставил Крестовую церковь Митрополичьего дома лавры. Пастырская деятельность молодого иеромонаха была прервана в связи с началом кампании изъятия церковных ценностей и организованного советскими властями так называемого обновленческого раскола. 16 июня 1922 года арестован, затем выслан. Отбывал почти двухлетнюю ссылку сначала в Оренбургской губернии, а затем в Западно-Казахстанской области у озера Эльтон. Во время его отсутствия в Петрограде, несмотря на репрессии, деятельность Александро-Невского братства не прекращалась. В 1924 году срок ссылки закончился.
В октябре 1926 года назначен настоятелем одного из соборов Ленинграда — храма Феодоровской иконы Божией Матери. Постепенно туда перешла большая часть членов братства и в 1930 году два братских хора. О. Лев также был возведен в сан архимандрита и с марта 1926 года стал исполнять обязанности благочинного монастырских подворий, преподавателя Русской литературы и члена педагогического совета Богословско-пастырского училища.
Весной 1927 года был арестован во второй раз. В это время в Богословско-пастырском училище обучалось около 70 человек, и его популярность стала вызывать раздражение у властей, которые поручили ГПУ сфабриковать "дело Богословско-пастырского училища. В конце концов дело развалилось. 19 ноября 1927 года всех арестованных освободили под подписку о невыезде, а через год — 10 ноября 1928 года дело вообще было прекращено.
Несмотря на фактически нелегальное существование, под руководством архимандрита Льва братство продолжало строжайше запрещенную советскими законами общественно-благотворительную деятельность. В ночь с 17 на 18 февраля 1932 года было арестовано 500 человек, в том числе более 40 членов Александро-Невского братства. Следствие проводилось в ускоренном порядке. 22 марта 1932 года выездная комиссия Коллегии ОГПУ вынесла подсудимым приговор. Отец Лев был приговорен к максимальному сроку наказания — 10 годам лагерей.

## Заключение в Сиблаге и гибель
18 апреля 1932 года архимандрит Лев поступил в отделение Черная речка Сибирского лагеря (Сиблага), расположенное в Западно-Сибирском крае. С конца месяца он трудился в шахте пос. Осинники под г. Новокузнецком. Работа была чрезвычайно тяжелой. Лагерные власти обвинили архимандрита в контрреволюционной агитации среди заключенных, специальная комиссия ОГПУ постановила перевести его в штрафной изолятор сроком на 2 года, а Тройка Полномочного Представительства ОГПУ по Западно-Сибирскому краю приговорила обвиняемого к увеличению срока заключения в исправительно-трудовом лагере на 2 года.
В конце марта 1936 года о. Льва перевели из изолятора в Ахпунское отделение Сиблага (на станцию Ахпун). Здесь он по-прежнему трудился в шахте, иногда по 14 часов в сутки возил вагонетки с породой. В 1937 году против него было сфабриковано очередное уголовное дело. 13 сентября Тройка Управления НКВД Западно-Сибирского края приговорила отца Льва к высшей мере наказания. Священномученик был расстрелян 20 сентября 1937 года. Сведения о месте казни и захоронения в архивно-следственном деле отсутствуют.
Официально родственникам было сообщено, что он скончался в лагере в 1942 году.